# Agriades bodenmanni
Agriades bodenmanni är en fjärilsart som beskrevs av Beuret 1933. Agriades bodenmanni ingår i släktet Agriades och familjen juvelvingar. Inga underarter finns listade i Catalogue of Life.